# Shemurat Giv‘at HaMore
Shemurat Giv‘at HaMore (hebreiska: שמורת גבעת המורה, Shemurat Giv’at HaMore) är ett naturreservat i Israel.   Det ligger i distriktet Norra distriktet, i den norra delen av landet.